# رناتو سانرو
رناتو سانرو (انگلیسی: Renato Sanero; ۲۴ اکتبر ۱۹۰۷ – ۱۷ مهٔ ۱۹۸۷) بازیکن فوتبال اهل ایتالیا بود.
از باشگاه‌هایی که در آن بازی کرده‌است می‌توان به باشگاه فوتبال پادوا، باشگاه ورزشی لاتزیو، باشگاه فوتبال یوونتوس، و باشگاه فوتبال آتالانتا اشاره کرد.